# 三田隆
三田 隆（みた たかし、1924年6月13日 - 1961年1月1日）は、日本の俳優である。本名は国木田 篤夫（くにきだ あつお）。旧芸名は木田 篤夫（きだ あつお）、重光 彰（しげみつ あきら）、重光 彬。

## 来歴・人物
1924年6月13日、東京府東京市（現在の東京都）に小説家国木田独歩の長男であり、詩人・映画作家の国木田虎雄の子として生まれる。
小学生時代の1938年、木田篤夫という芸名で東京発声映画製作所が製作した阿部豊監督映画『太陽の子』に、不良少年を教化する農園に収容される少年役で映画デビュー。ただし日本映画データベースでは、本名で出演としている。その後、日本大学専門部芸術科美術課程で商業美術を専攻して卒業後、東和商事映画部に入社する。
戦後、東映を経て、1952年に重光彬という芸名で阿部豊監督映画『私はシベリアの捕虜だった』と、マキノ雅弘監督映画『浮雲日記』で主演する。長身で堂々たる体格の二枚目俳優として注目され、次いで宝プロダクションが製作した加藤泰監督映画『ひよどり草紙』に星美智子の相手役で主演。その甲斐があって、同年に大映東京撮影所へ入社。後に芸名も三田隆と改名し、多くの作品に主演を務めた。ところが1954年以降は早くも脇役に回され、そのせいか1956年に大映を退社する。退社後もフリーとなって出演を続けたが、間も無く芸能界を引退した。
以後の消息は明らかでなく、1996年に発行された『日本映画人名事典 男優篇 下巻』（キネマ旬報社）では没年不詳とするが、1961年1月1日に死去したという。満36歳没。

## 家族
娘に国木田アコ（本名は国木田吾子）という女優がいて、1971年の羽仁進監督映画『午前中の時間割』で主演を務めたが、これ一本のみで映画界から去った。その後渡英し、現在はフランス在住。吾子の娘で三田隆の孫にあたる国木田彩良はモデル。
母は松竹の女優だった香取幸枝（団鬼六の実母）。

## 出演作

### 映画
国木田篤夫
- 太陽の子（1938年5月18日東京発声） - 川上 役

重光彰
- 私はシベリヤの捕虜だった（1952年4月3日東宝） - 吉田（兵長） 役
- 浮雲日記（1952年4月17日東宝） - 主演：春信介 役

重光彬
- 涙の恋千鳥（1952年7月23日） - 山中愼也 役
- ひよどり草紙（1952年10月23日） - 主演：鳥刺しの源次 役
- 花火の舞（1952年11月27日） - 須田清司 役

三田隆
- 秘密（1952年11月27日） - 富田次郎 役
- 乾杯！東京娘（1952年12月17日）- 篠原 役
- 新婚のろけ節（1953年3月5日） - 主演：大木 役
- 現代処女（1953年3月12日） - 糸井剛介 役
- 続・浮雲日記（1953年5月20日） - 主演：春信介 役
- 暴力市街（1953年6月24日） - 玉野俊吉 役
- 丹下左膳（1953年7月1日） - 諏訪栄三郎 役
- 春雪の門（1953年8月26日） - 三国義麿 役
- 続丹下左膳（1953年9月1日） - 諏訪栄三郎 役
- 近世名勝負物語　血闘（1953年10月14日） - キング川内 役
- 黒帯嵐（1953年11月3日） - 主演：秋葉兆一郎 役
- にっぽん製（1953年12月8日） - 栗原正 役
- 心の日月（1954年1月15日） - 小野寺大作 役
- 落花の門（1954年1月27日） - 主演：北村良太郎 役
- 愛染かつら（1954年4月21日） - 斎藤 役
- 花のいのちを（1954年5月15日） - 牧田進 役
- 知らずの弥太郎（1954年6月20日） - 角又太郎太 役
- 花の白虎隊（1954年8月25日） - 布施三十郎 役
- 千姫（1954年10月20日） - 本多平八郎 役
- 勝敗（1954年12月1日） - 杉龍太 役
- 風雪講道館（1955年4月1日） - 掛札兵介 役
- 東京暴力団（1955年5月25日） - 江馬重蔵 役
- 婦系図　湯島の白梅（1955年9月28日） - 河野英吉 役
- 珠はくだけず（1955年11月1日） - 長男繁 役
- 七人の兄いもうと（1955年11月20日） - 宮本輝雄 役
- 弾痕街（1955年12月28日） - 前島 役
- 人情馬鹿（1956年4月18日） - 第一産業社長 役
- あこがれの練習船（1956年10月10日） - 山口 役
- 午後8時13分（1956年10月31日） - 俵藤医師 役

### テレビドラマ
- 豹の眼（1959年7月12日 - 1960年3月27日、ラジオ東京テレビ） - 王 役